# Sacrificiul (serial)
Sacrificiul este un serial românesc de dramă produs de Ruxandra Ion prin casa de producție Dream Film Production pentru Antena 1 ce a avut premiera pe 11 septembrie 2019 și s-a sfârșit pe 10 decembrie 2020. Mai târziu serialul a avut premiera și pe Happy Channel la data de 14 august 2021.

## Distribuție

### Personaje principale
- Oana Cârmaciu - Ioana Popescu
- Denis Hanganu - Andrei Oprea
- Maia Morgenstern - Eva Oprea/ Eva Ioanid
- Claudiu Istodor - Ștefan Oprea
- Michaela Prosan - Liliana "Lili" Ionescu
- Vlad Gherman - Amza Oprea
- Julia Marcan - Ștefania Oprea
- Ana Ciontea - Elena Popescu/ Elena Ioanid
- Marian Râlea - Relu Popescu
- Daniel Nuță - Robert
- Ioana Blaj - Irina Popescu
- Ana Crețu - Iulia Popescu
- Adriana Trandafir - Veorica Zamfir/ Eliza Ioanid
- Virginia Rogin - Mama Gela
- Cristina Ciobănașu - Iris Zamfir
- Doinița Oancea - Narcisa
- Oana Zăvoranu - Andreea Damaschin "Diva"
- Conrad Mericoffer - Bogdan Georgescu
- Mădalina Bellariu Ion - Maria Brun

## Episoade
| Sezonul | Sezonul | Episoade | Episoade | Premiera TV        | Premiera TV       |
| Sezonul | Sezonul | Episoade | Episoade | Prima transmisie   | Ultima transmisie |
| ------- | ------- | -------- | -------- | ------------------ | ----------------- |
|         | 1       | 28       | 28       | 11 septembrie 2019 | 12 decembrie 2019 |
|         | 2       | 28       | 28       | 12 februarie 2020  | 15 aprilie 2020   |

## Producție
În mai 2019, Antena 1 a anunțat că a început producția unui nou serial, intitulat Sacrificiul, produs de Ruxandra Ion, după un scenariu  de Ruxandra Ion, Simona Macovei și Radu Grigore 

### Filmări și distribuție
În data de 13 mai 2019 au început filmările în diferite locații din București, Snagov și Mogoșoaia.
Pe 21 mai 2019, trustul Intact a anunțat primii doi actori din distribuția serialului: Dorian Popa și Gabi Ciocan . În zilele următoare acestora li s-au alăturat actori precum: Oana Zăvoranu , Claudiu Istodor , Mihai Gruia Sandu, Claudiu Istodor, Julia Marcan, Tudor Roșu  și Damian Drăghici . Pe 6 iunie au fost anunțați în rolurile principale: Oana Cârmaciu, Denis Hanganu și Daniel Nuță .